# Harag György
Harag György (Margitta, 1925. június 4. – Marosvásárhely, 1985. július 10.) erdélyi magyar színházrendező, színész.

## Élete[3]

### Ifjú évei
Édesanyja Kádár Magda, édesapja Harag Jenő fakereskedő volt. Elemi iskoláit még Margittán kezdte, de már Tasnádon fejezte be.
Középiskolai tanulmányait már Nagyváradon végezte. Előbb az Emanoil Gojdu Elméleti Líceumba, majd a Nagyváradi Zsidó Líceumba járt, végül a Szent László Líceumban érettségizett. Az érettségi után egy évig segédmunkásként dolgozott, kerámiakészítést tanult Budapesten.
A színház iránti rajongása is ifjúkoráig vezethető vissza. Még Tasnádon találkozott először vándortársulatokkal (ő maga Jódi Károly, Vig Ernő és Antal Lajos vándortársulatait emeli ki visszaemlékezéseiben), amelyek nagy hatással voltak későbbi fejlődésére:
"Jöttek ezek a társulatok, és én mindig hozzájuk csapódtam. Csodálattal és csodálkozva. Szegények voltak és nagyon keservesen éltek. Állandó kapcsolatban voltam velük, de nem voltam elszánva, hogy színházi ember leszek. Tizenhat éves voltam, amikor Nagyváradon megkérdezte valaki: te mi akarsz lenni? Rendező – mondtam. (...) Tehát csak kiszaladt belőlem. De szándékomat bebizonyítandó, mindjárt elkezdtem rendezni a kollégáimmal..."
Nagyváradi évei alatt jelentős alkotókat láthatott dolgozni, igaz, kevésbé jelentős előadásokban: a színház műsorpolitikája a könnyű műfajok felé tolódott. Később így emlékszik vissza ezekre az évekre:

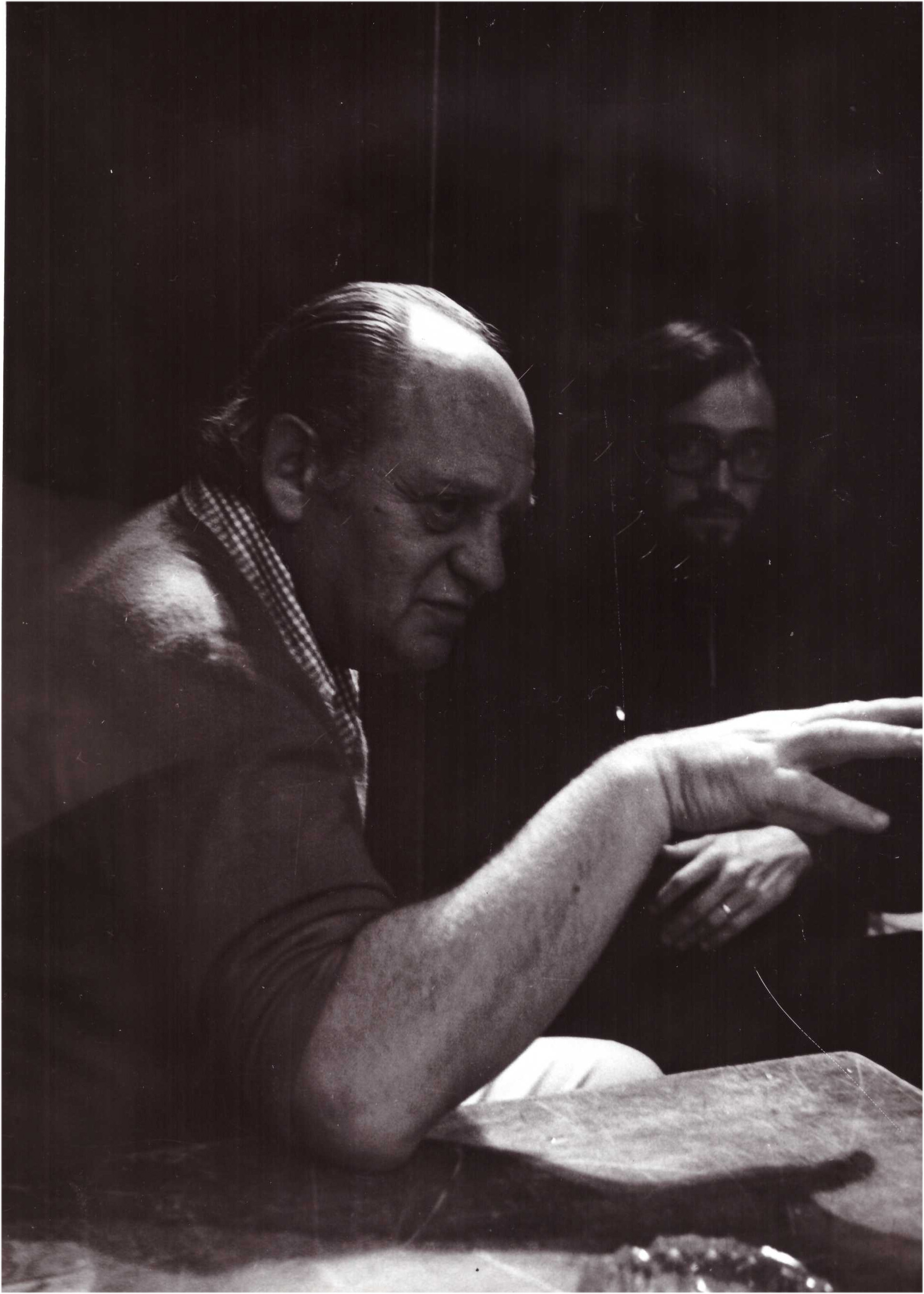
Rendezés közben (Csomafáy Ferenc felvétele)

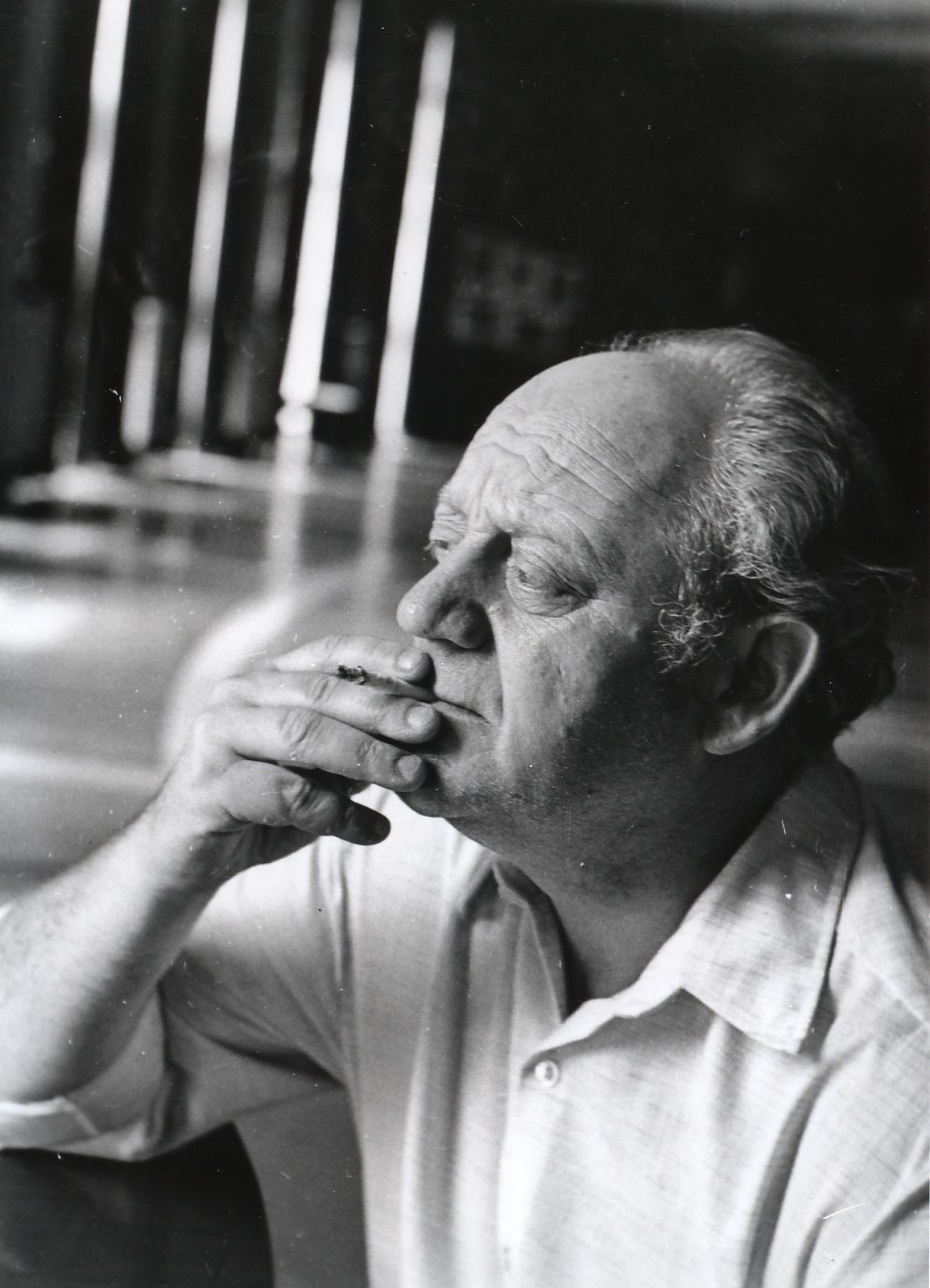
Csomafáy Ferenc felvétele

"Nagyváradon persze minden nap színházban voltam. Nem ment jól a színház, ez 1940 és 1944 között történt, pedig jó társulat dolgozott ott. Kitűnő igazgató volt: Putnik Bálint. Minden szombatra és vasárnapra egy neves pesti vendégművész érkezett (...) Jobbára azonban a könnyű műfaj volt divatban, mert abból kellett megélni. De Putnik igyekezett fajsúlyosabbá tenni a repertoárt, és amennyire a pénztár megengedte, bekerült a műsorba egy-egy klasszikus darab is..."
A vendégművészek rendszeres meghívása révén azonban olyan alkotókkal ismerkedhetett meg a közönség (így Harag György is), mint Jávor Pál, Dajka Margit, Kiss Ferenc, Páger Antal vagy Tolnay Klári. De már olyan erdélyi hírességek is játszottak Nagyvárad színpadán, mint Szabó Ernő, Hamvay Luci, Delly Ferenc, Komlós Juci.
1944-ben Harag Györgyöt és családját is deportálták. Előbb Szilágysomlyóra, a téglagyári gettóba, onnan különböző koncentrációs táborokba kerültek. Harag Györgyöt előbb Auschwitzba, majd Mauthausenbe, végül Ebenseebe vitték. A holokauszt alatt elveszítette szüleit, testvéreit. Családjából egyedül ő élte túl a haláltáborok borzalmait. Később így emlékezett vissza megpróbáltatásaira és megmenekülésére:
"Azt hiszem, különös a természetem – vagy túl fiatal voltam ahhoz, hogy felfogjam, amit átéltem –, mert a szörnyűségek engem nem traumatizáltak egész életre, mint annyi más túlélőt. Pedig emberi képzeletet felülmúló szenvedésben volt részünk, hónapokig mínusz húszfokos hidegben dolgoztunk egy szál ingben. (...) Az 1500 fős szállítmányból egyedül maradtam életben. Beteg lettem (...) Huszonöt botütést kaptam, a verés helye eltályogosodott. Többször is megoperáltak, érzéstelenítés, gyógyszer nélkül. De talán mégis ennek köszönhetem az életemet. Hogy a telet fekve, pléd alatt, a kórházban vészelhettem át. A vége felé így is nónám, népi nyelven vízirákom lett az alultápláltság miatt. Közvetlenül a felszabadulás előtt már jóformán hullák között feküdtem, majdnem olyanszerű állapotban, mint az aggkori vég-elgyengülés lehet. És ebben a félig önkívületi állapotban hallottam – vagy csak úgy rémlik, hogy hallottam -, hogy az orvosok vitáznak a fejem felett: – Adjuk be neki ezt a C-vitamin-injekciót? – Minek, úgyis kimúlik. Aztán hallottam egy másik hangot is: – Ez a legfiatalabb, adjuk be... S kaptam egy utolsó percig rejtegetett, salvarsannal és bizmuttal kevert C-vitamin-injekciót. Lehet, hogy ezért maradtam életben. (...) A háború után sokáig kerestem megmentőmet, de nem bukkantam nyomára. (...) Évekkel később viszontláttam Ebensee városát. A láger romjai megmaradtak, de közelükben lakások épültek. Furcsa érzésem volt: villák olyan hely közelében, ahol annyi embert pusztítottak el!"
1945 májusában tért haza Tasnádra, súlyos betegen. Miután hosszú lábadozás után felgyógyult, Kolozsvárra felvételizett a Zenei és Színművészeti Akadémiára.

### Diákévei és pályakezdése Kolozsváron
1946-ban vették fel a színiakadémiára, ekkor még színész szakra (rendezői szak nem indult). Ötvenedmagával kezdte az akadémiát, de csak tizennyolcan végeztek. Hamar kitűnt társai közül, így még elsőévesként (a legjobb négy hallgatótársával együtt) szerződtették a Kolozsvári Állami Magyar Színházhoz. Ettől kezdve a főiskolán folytatott tanulmányai mellett folyamatosan dolgozott a színháznál is.
1947-ben már hét szerepet játszott a színházban, 1949-től pedig már rendezett is (emellett már nagynevű rendezők segédrendezőjeként tanulta a szakmát).
A főiskolán olyan tanáregyéniségek oktatták, mint Poór Lili, Szabó Lajos, Delly Ferenc, Tompa Miklós, Szabó Ernő, Kovács György és Kőmíves Nagy Lajos.
Saját visszaemlékezései szerint ezekben az években tanulta meg mestereitől a színpad iránti alázatot és tiszteletet, de a színészi és rendezői szakma alapjait is:
"A színpad szentély, templom volt számunkra, ahol nem illett fütyülni, piszkos cipőben, vagy kalappal belépni. Én most is levett kalappal lépek színpadra. Nagy igényességgel, magas szakmai színvonalon dolgoztak. Realista iskola volt, Sztanyiszlavszkij módszere alapján. Nemzedékemmel együtt, Tompa mestertől tanultam meg, hogy rendezőileg hogyan kerül színpadra a szöveg. (...) Forradalmian új stílusú volt az akkori széles gesztikulációjú, patetikus átélésű, zengzetes hangzású előadásokhoz képest..."
1948-tól az Akadémia rendező szakán is tanult, a színészképzéssel párhuzamosan. Vezetőtanárai Tompa Miklós és Szabó Ernő voltak, mindketten az akkor virágkorát élő Marosvásárhelyi Székely Színház művészei. Harag hamar észrevette a két színházi műhely közti különbségeket. Később így ír a kolozsvári és vásárhelyi iskola közti különbségekről és mestereiről:
"Ők Vásárhelyen éltek és dolgoztak, onnan jártak át akkor még Kolozsvárra oktatni. (...) S lassan rádöbbentünk, hogy a marosvásárhelyi iskola abban a periódusában döntően meghatározhatja jövőnket és színházi gondolkodásunkat (...) Akkoriban Kolozsvár és Vásárhely között nyílt harc dúlt. Például a kolozsvári színház megcsinálta a Jegor Bulicsovot nagyon rossz előadásban, és rá hat hónapra megrendezték Vásárhelyen – zseniálisan (...) A háború után a kolozsvári színház tipikusan nagypolgári színház volt. Hatalmas és nagyon vegyes társulat dolgozott ott. Opera, operett és prózai részleg. Egymás mellett voltak kitűnő, nagy formátumú színészek és dilettánsok. (...) Kőmíves Nagy Lajos nagy formátumú prózai előadásokat rendezett, ő mindig nagy fába vágta a fejszéjét. (...) Lehet, hogy egy kicsit fellengzős színház volt ez, pátoszos, túl szenvedélyes, de mindenesetre megindult a harc a teátralitás ellen, tehát a patetikus, régimódi, deklamáló színház ellen. (...) A kolozsvári színház tehát rettenetes kínok között kereste az útját, és közben nagyon sok szerencsétlen dolog történt. Leszerződtettek rendezőnek jó néhány olyan embert, akinek semmi köze nem volt ehhez a pályához (...) Marosvásárhelyen viszont Tompa Miklós volt a legjobb színházi szakember. És Kemény János. Mindketten Németh Antaltól tanulták a színházi szakmát, olyan körben, amelyben magasrendű professzionalizmus volt..."
Noha Tompa Miklóst tartotta legnagyobb mesterének, és maga is a realista hagyomány útját követte, nem szerette a merev korlátokat (ezért fordult később a reteatralizáló törekvések felé is egy időre), és hamar túllépett az úgynevezett „tiszta realizmuson”, melynek nemcsak előnyeit, a korábbihoz képest merőben újszerű stílusát és jelentőségét méltatta, de észrevette korlátait is:
"A vásárhelyi iskola Csehovon és Gorkijon alakult ki, és az úgynevezett tiszta realizmus vonalán haladt, nem nyúlt Shakespeare-hez, pláne nem a groteszkhez. A vásárhelyi színház sokat veszített azzal, hogy csak a biztosba mert belevágni. Így ment el például Kovács György mellett a Hamlet, Delly Ferenc mellett a Lear. Ennek ellenére ez a színház volt a legrugalmasabb..."
Harag György 1952-ben megszerezte a rendezői diplomát is. Rövid ideig tanársegédként dolgozott a kolozsvári Akadémián, mellette rendezett és játszott a Kolozsvári Állami Magyar Színháznál.
1953-ban csatlakozott a nagybányai színházalapító színészekhez (az ’53-as végzős évfolyamhoz).

### A nagybányai színházalapítás és -igazgatás évei
Harag Györgyöt 1953-ban kereste meg a főiskola végzős évfolyama, hogy csatlakozzon hozzájuk. A színészek, akik szinte kivétel nélkül az erdélyi magyar színjátszás nagyjai közé emelkedtek pályájuk során, maguk döntöttek úgy, hogy együtt maradnak és színházat alapítanak. Nagybánya alkalmas helynek tűnt az első lépések megtételéhez. Itt akkorra már működő színház volt, román tagozattal. Ebben a színházépületben alapítottak magyar társulatot a fiatalok, a hozzájuk csatlakozó idősebbekkel együtt, itt indult el a később (a mester halála után) Harag György nevét felvevő társulat (a ma már Szatmárnémetiben működő Harag György Társulat) története.
A fiatal színészgárda maga járta végig az engedélyeztetés folyamatát (Harag tanúsága szerint valamennyien felutaztak Bukarestbe, pártirodákban kilincseltek, míg ki nem járták a szükséges engedélyeket). Visszatértük után Harag Györgyöt kérték fel társulatvezetőjüknek:
"És amikor Bukarestből (mindnyájan ott voltak!) visszatértek, megállítottak az utcán: Te, Gyuri, nem akarsz velünk jönni főrendezőnek Nagybányára? Én huszonnégy másodpercet sem gondolkoztam, és azt válaszoltam: Gyerünk! Otthogytam a tanársegédi állást, a rendezői elfoglaltságot, lakást, két fizetést és elindultunk Nagybányára."
Nagybányán (és később Szatmárnémetiben) olyan társulatot kovácsolt a fiatal pályakezdőkből (és később csatlakozókból), amely páratlanul erős közösséget alkotott, rendkívül jó munkamorállal. Évekkel Grotowski Laboratórium-színháza vagy a Living Theater előtt hozott létre – igaz, a szűkös anyagi lehetőségek kényszerítő ereje alatt is – egy olyan, szinte családként élő társulatot, amely – Harag megállapítása szerint – „úgy élt, mint később a Living vagy a Grotowski-csapat”:
"Egy tömbházban laktunk, az ajtókat nem zártuk be, egész nap együtt voltunk, csak a színháznak éltünk. Megtárgyaltuk az előadásokat, a repertoárt, a programunkat – még a családi konfliktusainkat is. Nem voltak titkaink. Sokat játszottunk, és a város imádott bennünket..."
Olyan jeles művészek pályája indult itt, illetve Szatmárnémetiben, Harag György keze alatt, mint Ács Alajos, Csíky András, Vándor András, Török István, Elekes Emma, Soós Angéla, Nyíredi Piroska, Nagy Iza stb.
1955-ben ösztöndíjjal Moszkvába utazhatott, tanulmányútra.
A színház rossz állapotú épületében, a román tagozattal egy épületbe zsúfoltan azonban túl sok kompromisszum, és nem megfelelő körülmény akadályozta a társulat fejlődését. Hamarosan felmerült az átköltözés gondolata, a közeli Szatmárnémetibe, ahol már korábban is nagy szeretettel fogadta a közönség a társulatot, vendégjátékai alkalmával.

### Szatmárnémeti igazgatása

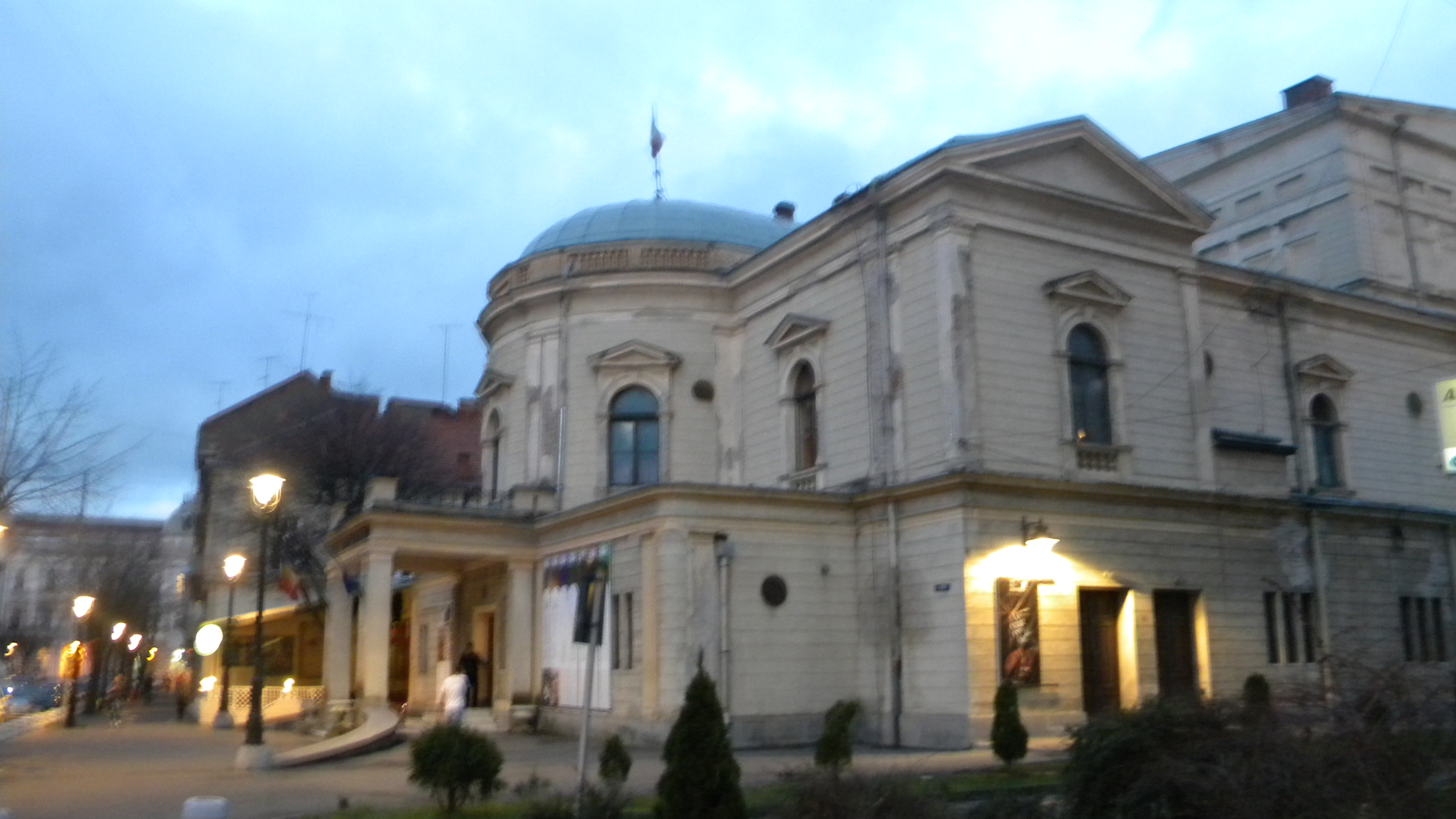
A Szatmári Állami Magyar Színház (később Északi Színház) épülete

Szatmárnémetiben már a nagybányai évek alatt is turnézott a társulat. A városban lelkes, színházbarát lakosság élt, akiknek azonban a háború utáni évektől nem volt állandó társulatuk. A már létező nagy társulatok is sokáig elkerülték a várost, ahol a színjátszásnak (a hivatásos színjátszásnak is) korábban nagy hagyományai voltak. Nagybányán egyre nehezebbé vált szakmai továbbfejlődésük. Egy moziból átalakított, nem túl jó állapotú épületben, a román társulattal összezsúfolva kellett dolgozniuk. Szatmárnémetiben viszont jó állapotú, gyönyörű színházépület volt (egyike Erdély máig álló történelmi színházépületeinek), ráadásul más társulat sem működött benne ekkoriban (a román tagozat csak 11 évvel később, 1968-ban alakult).
1957-ben végül a költözés mellett döntött a társulat. Megkezdődött Harag hároméves szatmárnémeti igazgatása. Itt lehetősége nyílt markánsabb arculatteremtésre, társulatépítésre is. Tizenkét rendezése kötődik ehhez az időszakhoz, de főrendező-igazgatóként meghatározta a színház egész műsorpolitikáját, nagy hatású alkotóként pedig hosszú évekre a további fejlődését is.
Játszottak – többek közt – Romeo és Júliát, Hamletet, Amerikai tragédiát, Anna Frank naplóját.
1960-ban úgy döntött, felhagy a szatmári igazgatással. Tíz év művészi útkeresés következett ezután. Saját hangját kereste, a művészi továbbfejlődés lehetőségét:
"35 éves voltam, ismertem már a szakma titkait. Igazgatóként állandóan gyakoroltam a színházi élet szervezését, pedagógiáját. Ám egyre jobban éreztem, hogy nem ez az igazi, a minőségi ugrás hiányzott (...) 1958 és 1960 között az előadások, amelyeket rendeztem, egyformák voltak, ismételtem önmagam, nem tudtam újítani. (...) Emlékszem, egy nap Lucian Pintilie azt mondta: "Te csinálod a legjobb realista előadásokat. Tudsz valami mást is?" (...) S akkor, egy éjszaka felvetődött bennem: döntenem kell az életemről! (...) Mit tegyek: maradjak meg valamiféle élő bálványnak? Vagy próbáljak meg túllépni önmagamon? A kockázat az volt, hogy elveszíthetek mindent, s az új út esetleg hibásnak bizonyul. Egyetlen éjszaka döntöttem: fejest ugrom a mélyvízbe!"

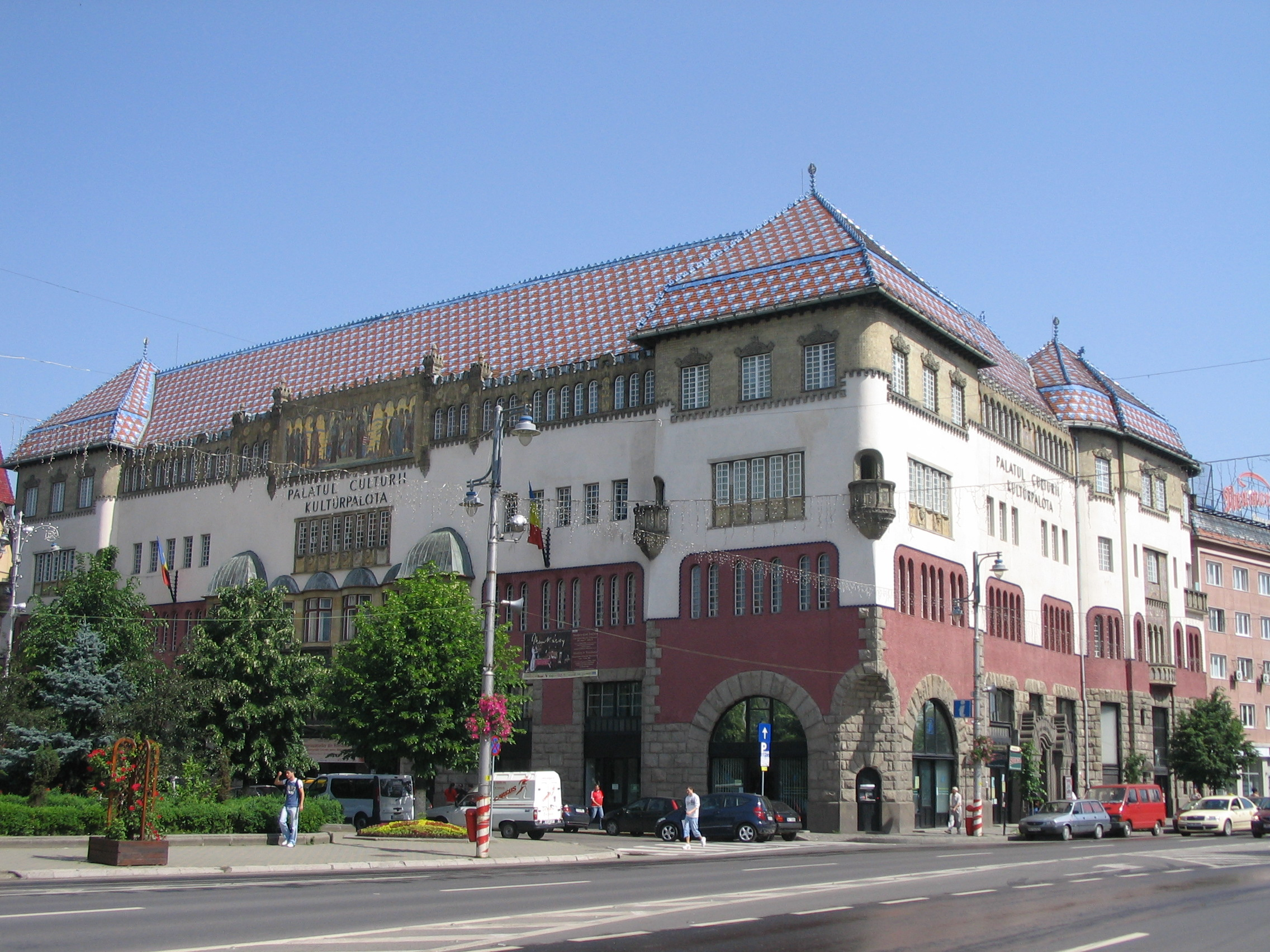
A Marosvásárhelyi Székely Színháznak, majd 1962-től a Marosvásárhelyi Állami Színháznak is otthont adó Kultúrpalota épülete

### A „vándorlás” időszaka és marosvásárhelyi évei
1961 és 1963 között jórészt Kolozsvár és Marosvásárhely között "ingázott", alkalmi rendezésekből élt. 1963-ban szerződött a marosvásárhelyi színházhoz, főrendezőnek. Több mint egy évtizedig töltötte be ezt a tisztet a vásárhelyi társulatnál. Hosszú évek útkeresése után Marosvásárhelyen talált rá az „új hangra” is:
"Nehéz időszak következett, középszerűség, kínlódás. Díjakat nyertem, mégis úgy éreztem: egy helyben topogok (...) Kudarcaim eleinte abból fakadtak, hogy a megújulást külső effektusokban kerestem s nem a darabok új olvasatában. (...) Tíz hosszú év következett – keresések, megaláztatások, bukások... az érés ideje. S egy nap megtaláltam önmagam. Az első olyan előadás, amikor már más voltam, az Victor Eftimiu Az ember, aki látta a halált című darabja volt Marosvásárhelyen, 1970-ben. Aztán következett Nagy István Özönvíz előttje, az a minőségi ugrás, amit oly régen vártam. Először éreztem, hogy SZÍNHÁZAT csinálok."
Közben már tanított a Szentgyörgyi István Színművészeti Intézetben és rendezni kezdett a vásárhelyi színház román tagozatán is. Ekkor kezdett el külföldön is rendezni (Szabadkán), de 1966-ban Ploiești-en is megfordult (egy Čapek-darabot rendezett).
Itt kezdődött tehát az a fényes sikertörténet, ami 1975-től, kolozsvári igazgatása alatt folytatódott, meghozva számára a nemzetközi hírnevet.

### A Kolozsvári Állami Magyar Színház élén

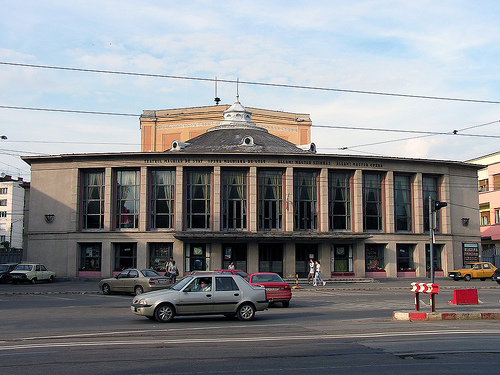
A Kolozsvári Állami Magyar Színház

1975-től került a Kolozsvári Állami Magyar Színház élére, főrendezőként. Itt tevékenykedett haláláig. Ehhez a korszakához kötik legnagyobb sikerei (többek közt a Sütő-tetralógia megrendezése is). Ekkor már rendszeresen rendezett külföldön: a Gyulai Várszínházban, a budapesti Vígszínházban, a Nemzetiben, Újvidéken és Szabadkán. Rendezett tévéjátékokat a Magyar Televízió és a Román Televízió magyar adása számára is, időnként pedig még visszajárt Marosvásárhelyre, ahol a magyar és román tagozat mellett a főiskolán is rendezett (1977-ben). 1982-ben meghívták rendezni Nova Gorciába is (Tótékot rendez), és számos nemzetközi fesztiválon zsűrizett (még Nyugaton is). Érdemeit a legjelentősebb szakmai körökben is méltatták, állami elismerést azonban nem kapott (nem is kaphatott a szigorodó Ceaușescu-féle "kultúrpolitika" évtizedeiben).
Nánay István színházesztéta, kritikus, így ir életének utolsó évtizedéről, jelentőségéről:
"Életének ez az évtizede meghozta számára a sikereket. Előadásait a nagy román rendezői iskola legjobb produkcióival együtt tartják számon. Rendezett Jugoszláviában és Magyarországon. Hivatalos elismerést, díjat, kitüntetést nem kapott. Sem Romániában, sem Magyarországon. Az Akadémián, egy rövid időt leszámítva, nem tanított. De a román és a romániai magyar rendezők és színészek egész generációi tartják őt mesterüknek."

### Halála és emlékezete
Harag György 1985. július 10-én hunyt el. Utolsó rendezése Csehov Cseresznyéskertje volt, a Marosvásárhelyi Nemzeti Színház román tagozatán. Bemutatóját már nem érhette meg.
Emléke elevenen él a romániai színházi emberek között. Olyan nagy jelentőségű rendezők vallják őt mesterüknek, mint Tompa Gábor vagy Kovács Levente. Számos színészi pálya indult vagy ívelt fel az ő irányítása alatt, a Kolozsvári Állami Magyar Színház pedig legnagyobb hatású alkotói között tartja számon (nevét csak a Janovicséval lehet együtt emlegetni). A Kolozsvári Állami Magyar Színház és a Szatmárnémeti Északi Színház róla elnevezett magyar társulata egyaránt örökös tagjává avatta.
Számos díj, rendezvény, intézmény őrzi a nevét:
- A rendszerváltás után az általa még Nagybányán alapított, majd Szatmárnémetibe átköltözött intézmény, a Szatmárnémeti Északi Színház magyar társulata felvette alapító mestere nevét (Harag György Társulat).
- A Kolozsvári Állami Magyar Színházban hagyományosan megrendezik a Harag György Emléknapokat.
- Nevét őrzi a Harag György-díj és a Harag György-emlékplakett (a szatmári színház közönségdíja).
- A rendszerváltás után a Babeș–Bolyai Tudományegyetem keretében alakult kolozsvári Színház és Televízió Kar főépületében próba- és stúdiótermet neveztek el róla (Harag György Terem).

2010-ben a Szatmárnémeti Északi Színház róla elnevezett társulata, az alapító nemzedék többi tagjával együtt, Harag Györgyöt is post mortem örökös tagjává avatta.

### Művészi hitvallása
Harag önreflexív, tépelődő, de mindig határozott döntéseket hozó művész volt, aki nem félt a kockázattól, mindig új utakat keresett, és tudatosan megóvta magát az intellektuális elkényelmesedéstől. Így ír erről (idézi Nánay István):
"A nyugtalanság érzése azóta is hatalmába kerít, ha úgy érzem, hogy baj van. A sikerek után az ember szobortalapzatra helyezkedik. S akkor kezd önmaga bálványa lenni. Kezdenek róla jókat írni az újságok, úgy beszélnek róla, hogy ez nagy színházi ember. S egyszer csak úgy érzi, hogy hoppá! Nem szabad hibázni! Ilyen embernek, akit így elismernek, nem szabad kockáztatni! De mit tudok én? Amit eddig csináltam, azt nagyon jól tudom. Tehát csinálom azt, amit eddig. Abba nem bukom bele. És nem veszem észre, hogy úgy járok, mint szegény Borovszky Oszkár bácsi, a marosvásárhelyi színész, aki az egyik darabban pópát játszott. Egy lejtőn lefelé kellett mennie, de rálépett a reverenda szélére, s nem vette észre. És ment lefele, a reverenda pedig ment alá. Egyszer csak Oszkár bácsi kezdett összemenni, de hogy ne essen , térdre ereszkedett. Így se vissza nem tudott menni, se előre. Mindig azt mondtam, csak úgy ne járjak, mint Oszkár bácsi: az ember ne menjen saját magába bele... Borzasztó küzdelmeken megy át az ember, míg elhatározza: a fene egye meg, hát próbáljam meg! Mondd már, egy bukás, bukás, de legalább mertem önmagam előtt becsületes lenni! (...) Lépni kell! És jóval túl az ötvenen boldog vagyok, hogy még merek lépni!"
Élete alkonyán sem vallott mást: "Bár érzem éveim súlyát, jó formában vagyok. De nagyon nyugtalan is. Ismét kockáztatok, ismét kutatok. (...) Viszont egy életre eldöntöttem: amíg rendezőként dolgozom, mindig járatlan utakat keresek. Akkor is, ha ez kockázatos, akkor is, ha elveszítem a babérokat."
Egyetlen nagy szerelme a színház volt. Ennek szentelte egész életét és minden energiáját (ezt követelte meg alkotótársaitól is). Egyedül a bátor kísérletezésben, a gyakorlati munkában hitt:
"Valahogy a színház alakítja a sorsomat. Gyakran még aludni sem tudok. Fölébredek éjszaka, és nem tudok visszaaludni. Valami szorongás fog el, s ez a szorongás egy csomó látomásos gondolatot vált ki. Az éjszaka csendje, a magány különös, furcsa ötleteket, képeket sugall. Ilyenkor úgy érzem, megvan a látomás, a nagy felfedezés. Másnap, amikor el akarom mondani a színészeknek, az egész elveszti a varázsát. Ez borzasztó érdekes. Mert a színház nagy, eleven, élő látomás. De ez a látomás csak szellemi síkon, az éber, reális, kemény és gyötrelmes munka közben jöhet létre."

## Szerepei
A Színházi adattárban regisztrált bemutatóinak száma (szereplő): 3.

### Kolozsváron játszott szerepei
1947:
- II. katona – Marton Lili: Rongyoska királykisasszony (r. Fekete Mihály)
- II. csendőr – Hermann Hezermanns: Remény (r. Kőmives Nagy Lajos)
- Ábris – Harsányi Zsolt: A bolond Ásvayné (r. Lantos Béla)
- Mattern – Hauptmann: Hannale mennybemenetele (r. Kőmives Nagy Lajos)
- Szállítómunkás – K. Szimonov: Az orosz kérdés (r. Kőmives Nagy Lajos)
- Zoli – Kassák Lajos: És átlépte a küszöböt (r. Kőmives Nagy Lajos)
- Vasvári Pál – Szilveszter 1847-ben (r. Nagy Elek)

1948:
- White – Steinbeck: Egerek és emberek (r. Kőmives Nagy Lajos)
- Rádióriporter – Déry Tibor: Tükör (r. Szentimrei Jenő)
- Mr. Jeffrie – J Petrov: A béke szigete (r. Nagy Elek)
- Őrmester – Shaw: Az ördög cimborája (r. Kőmives Nagy Lajos)
- Szilágyi András – Kós Károly: Budai Nagy Antal (r. Lantos Béla)
- Táncsics – Bocskói Viktor: Szabadság, szerelem (r. Kőmives Nagy Lajos)
- Hajdú – Szigligeti Ede: A csikós (r. Szentimrei Jenő)
- Titkár – J. Strauss – Kristóf Károly: Kék Duna (r. Csóka József)
- Ravkind – Szkvarkin: Ifjúság (r. Poór Lili)
- Zarabella – Háy Gyula: Isten, császár, paraszt (r. Kőmives Nagy Lajos)
- Petúr bán – Katona József: Bánk bán (r. Kőmives Nagy Lajos)
- Timár János – Gergely Sándor: Vitézek és hősök (r. Kőmives Nagy Lajos)
- Juhász tanár úr – Móricz Zsigmond: Légy jó mindhalálig (r. Sarlai Imre)
- II. silbak – Kodály Zoltán: Háry János (r. Gróf László)

1949:
- Bublak – A. Kornyejcsuk: Platon Krecsit (vizsga, r. Harag György)
- Portás – V. Katajev: Bolondos vasárnap (r. Méliusz József)
- Brankenbury – Shakespeare: III. Richárd (r. Kőmives Nagy Lajos)
- Buday Péter – Mikszáth – Örkény: A különös házasság (r. Méliusz József)
- Vaszka – V. Ivanov: 14-69-es páncélvonat (r. Méliusz József)

1950:
- Pityorkin – Gorkij: Vássza Zseleznova (r. Jordáky Lajos, segédrendező Harag György)
- Színész – Gorkij: Éjjeli menedékhely (vizsga, r. Kőmives Nagy Lajos)
- Szervező felelős – A. Grigulisz: Agyag és porcelán (vizsga, r. Tompa Miklós, Delly Ferenc, Kovács György)
- Kapitány – N. Virta: Valahol egy országban (r. Rappaport Ottó)

1951:
- Chiorean – Sütő András: Mezítlábas Menyasszony (r. Száva Mihály, Marosi Péter)
- Őrtiszt – Shakespeare: Romeo és Júlia (r. Kőmives Nagy Lajos)
- Csebutikin – Csehov: Három nővér (r. Kömíves Nagy Lajos)
- Detektív – J. Burjakovszkij: Üzenet az élőknek (r. Száva Mihály)
- Csendőraltiszt – Gorkij: Ellenségek (r. Jordáky Lajos, Kéki Erzsébet, Finna Márta)

1952:
- III. munkás – I. Csepurin: Lelkiismeret (r. Száva Mihály, Moldván István)
- Liszi – Mikszáth Kálmán: A Noszty fiú esete Tóth Marival (r. Kőmives Nagy Lajos)

1953:
- Dirks, a fejvadász – Becher-Stove: Tamás bátya kunyhója (r. Barabási Erzsébet)
- Bariba – B. Gorbatov: Apák ifjúsága (r. Tompa Miklós, László Gerő, Gergely Géza)

### Szatmárnémetiben játszott szerepei
1957:
- Montague – Shakespeare: Romeo és Júlia (r. Farkas István, Szabó József)

## Rendezései
A Színházi adattárban regisztrált bemutatóinak száma (rendezés): 33.
1949:
- A. Kornyejcsuk: Platon Krecsit (Kolozsvár, vizsgarendezés)

1950:
- Gorkij: Vássza Zseleznova (Kolozsvár, Jordáky Lajos segédrendezője)
- L. Bruckstein: Éjszakai váltás (Kolozsvár)

1951:
- Vidám zenés hétfő est (Kolozsvár, Jordáky Lajos és Zilahi Béla mellett)
- N. Gyakonov: Házasság hozománnyal

1952:
- Háy Gyula: Az élet hídja (Kolozsvár, Szígyártó Sándorral)

1953:
- C. Constantin-A. Rogoz: Martin Rogers felfedezi Amerikát (Kolozsvár)
- Kiss László-Kováts Dezső: Vihar a havason (Kolozsvár, Szabó Ernő segédrendezője)
- B. Gorbatov: Apák ifjúsága (Nagybánya, Tompa Miklóssal)

1954:
- Szigligeti Ede: Liliomfi (Nagybánya)
- A. Szimukov: Hurrá, lányok (Nagybánya, Farkas Istvánnal)
- Mihail Sebastian: A névtelen csillag (Nagybánya)

1955:
- Victor Hugo: Ruy Blas (Nagybánya, Szabó Józseffel)
- A. Afinogenov: Kisunokám (Nagybánya, Farkas Istvánnal)
- A. Arbuzov: Városszéli házikó (Nagybánya)

1956:
- Karinthy Frigyes-Majoros István: A nagy ékszerész (Nagybánya)

1957:
- Dreiser-Bazilevszkij: Amerikai tragédia (Szatmárnémeti)
- Földes Mária: Hétköznapok (Szatmárnémeti)
- Alecsandru Mirodan: Újságírók (Szatmárnémeti)
- Gorkij: Vássza Zseleznova (Marosvásárhely)

1958:
- Alfred Gehri: Hatodik emelet (Szatmárnémeti)
- Kovács György-Eugen Mirea: Az utolsó vonat (Szatmárnémeti, Kovács Ádámmal)
- Goodrich-Hackett: Anna Frank naplója (Szatmárnémeti)
- Dihovicsnij: Nászutazás (Szatmárnémeti, Kovács Ádámmal)
- Marcel Pagnol: Topáz tanár úr (Kolozsvár)

1959:
- Shakespeare: Hamlet (Szatmárnémeti)
- Mariana Pîrvulescu: Égből pottyant vendég (Szatmárnémeti, Farkas Istvánnal)
- Gábor Andor: Dollárpapa (Szatmárnémeti)

1960:
- Viktor Rozov: Szállnak a darvak (Szatmárnémeti, Kovács Ádámmal)
- Király Sándor: Égből pottyant vendég (Szatmárnémeti)
- Victor Hugo: Ruy Blas (Kolozsvár)

1961:
- Federico Garcia Lorca: Bernarda Alba háza (Marosvásárhely)
- Alecsandru Mirodan: Újságírók (Marosvásárhely)

1962:
- Jan Otcenasek: Romeo, Júlia és a sötétség (Marosvásárhely)
- A. Arbuzov: Irkutszki történet (Marosvásárhely)

1963:
- Földes Mária: Baleset az új utcában (Kolozsvár)
- Pavel Kohut: Ilyen nagy szerelem (Kolozsvár, Taub Jánossal)
- Ny. Pagonyin: A Kreml toronyórája (Kolozsvár)
- Molière: Tartuffe (Kolozsvár)

1964:
- Paul Everac: A láthatatlan staféta (Kolozsvár)
- Földes Mária: Baleset az új utcában (Szatmárnémeti)

1965:
- Camil Petrescu: Erős lelkek (Kolozsvár)
- Deák Tamás: Demetrius (Kolozsvár)
- Arthur Miller: Pillantás a hídról (Marosvásárhely, román tagozat)

1966:
- Dürrenmatt: Fizikusok (Marosvásárhely)
- Kabaré műsor (Marosvásárhely, román tagozat)
- Karel Čapek: Makropolusz-recept (Ploiești)

1967:
- Arany János-emlékünnepség (Marosvásárhely)
- Sütő András: Pompás Gedeon (Marosvásárhely)
- Földes Mária: Baleset az új utcában (Marosvásárhely, román tagozat)

1968:
- Csehov: Platonov szerelmei (Marosvásárhely)
- Agatha Christie: Egérfogó (Marosvásárhely, román tagozat)

1969:
- Shakespeare: Macbeth (Marosvásárhely)
- Robert Thomas: Szegény Dániel (Szabadka)

1970:
- Victor Eftimiu: Az ember, aki látta a halált (Marosvásárhely, román tagozat)
- R. E. Sherwood: A megkövesedett erdő (Marosvásárhely, román tagozat)
- P. Garinel-S. Giovanni: Tigris a garázsban (Szabadka)

1971:
- Dumitru Radu Popescu: A macska újév éjszakáján (Marosvásárhely, román tagozat)
- Nagy István: Özönvíz előtt (Marosvásárhely)
- Szabó Lajos: Mentség (Marosvásárhely)
- Karinthy-est (Marosvásárhely)
- Agatha Christie: Tíz kicsi néger (Szabadka)
- Tóth Miklós: Elcserélt vőlegény (Szabadka)

1972:
- Oscar Wilde: Jó estét Wilde úr (Marosvásárhely, román tagozat)
- Petru Vintilf: Az álmok háza (Marosvásárhely)

1973:
- Titus Popovici: Hatalom és igazság (Marosvásárhely)
- Barta Lajos: Szerelem (Marosvásárhely)
- Páskándi Géza: Tornyot választok (Kolozsvár)
- Mihail Sebastian: A névtelen csillag (Szabadka)

1974:
- Victor Hugo: Cromwell (Marosvásárhely, román tagozat)
- Herman Wouk: Lázadás a Caine hadihajón (Marosvásárhely, román tagozat)
- Lírai oratórium (Szilágyi Domokos verseiből – Marosvásárhely)
- Bogdánfi Sándor: Bűnösök (Szabadka)

1975:
- Madách Imre: Az ember tragédiája (Marosvásárhely)
- Mihail Sorbul: Vörös szenvedély (Marosvásárhely, román tagozat)
- Sütő András: Egy lócsiszár virágvasárnapja (Kolozsvár)
- Asztalos István: A fekete macska (Kolozsvár)

1976:
- Sütő András: Csillag a máglyán (Kolozsvár)
- Asztalos István: A fekete macska (Magyar Televízió)
- Tomcsa Sándor: Egy rettenetes vasárnap délután (Román Televízió, magyar adás)

1977:
- O’Neill: Vágy a szilfák alatt (Kolozsvár)
- Mihnea Gheorghiu: Pethetica '77 (Kolozsvár)
- Sütő András: Vidám sirató egy bolyongó porszemért (Marosvásárhely)
- Szuhovo-Kobilin: Tarelkin halála (Marosvásárhely, román tagozat)
- Bernard Shaw: A szerelmi házasság (Szentgyörgyi István Színművészeti Intézet)
- Nagy István: Özönvíz előtt (Nemzeti Színház, Budapest)
- Molière: Tartuffe (Szabadka)
- Molter Károly: Bota végrendelete (Román Televízió, magyar adás)
- Csehov: Hattyúdal (Kovács György) főszereplésével – Román Televízió, magyar adás)

1978:
- Sütő András: Káin és Ábel (Kolozsvár)
- Csiki László: Öreg ház (Kolozsvár)
- Székely János: Caligula helytartója (Gyula)
- Csehov: Három nővér (Újvidék)

1979:
- Gorkij: Éjjeli menedékhely (Kolozsvár)
- Örkény István: Tóték (kolozsvári Nemzeti Színház)
- Osztrovszkij: Vihar (Győri Nemzeti Színház)
- Csehov: Cseresznyéskert, (Újvidék)
- A. Sartre: A szájkosár (Szabadka)
- Szuhovo-Kobilin: Tarelkin halála (Szabadka)

1980:
- Móricz Zsigmond: Nem élhetek muzsikaszó nélkül (Kolozsvár)
- Bajor Andor: Szürke délután (Kolozsvár)
- Kisfaludy-játék (Győri Nemzeti Színház)

1981:
- Sütő András: Szúzai menyegző (Kolozsvár)
- Huszár Sándor: A mennybemenetel elmarad (Kolozsvár)
- Csehov: Ványa bácsi (Újvidék)

1982:
- Labiche: Az olasz szalmakalap (Kolozsvár)
- Lőrinczi László: A szerető (Kolozsvár)
- Móricz Zsigmond: Úri muri (Vígszínház, Budapest)
- Örkény István: Tóték (Nova Gorica)

1983:
- Tomcsa Sándor: Műtét (Kolozsvár)
- Szuhovo-Kobilin: A per (Bukaresti Comedia Színház)
- Kosztolányi Dezső-Harag György: Édes Anna (Újvidék)

1984:
- Vörösmarty Mihály: Csongor és Tünde (Kolozsvár)
- Kao Hszzing Csien: A buszmegálló (Újvidék)

1985:
- Csehov: Cseresznyéskert (Marosvásárhely, román tagozat)

## Művei
- Marosi Ildikó: Kis/Harag/könyv. Emlékpróba. Riportok, jegyzetek, interjúk Harag Györggyel; Pallas-Akadémia, Csíkszereda, 2005 (Kis / ... / könyv sorozat)
- Egy európai Kolozsváron. Harag György írásai, vallomásai, beszélgetései; vál., szerk. Ablonczy László és Kovács Örs Levente; MMA, Bp., 2020 (Kor – kultúra – kapcsolódás)